# Добрий Дол (Кюстендильська область)
До́брий Дол (болг. Добри дол) — село в Кюстендильській області Болгарії. Входить до складу общини Трекляно.

## Населення
За даними перепису населення 2011 року у селі проживали 28 осіб, з них 27 осіб (96,4%) — болгари.
Розподіл населення за віком у 2011 році:
Динаміка населення: